# Mistrzostwa Europy w Piłce Ręcznej Kobiet 2002
V Mistrzostwa Europy w piłce ręcznej kobiet odbyły się w dniach 6–15 grudnia 2002 roku w Danii. W turnieju występowało 16 zespołów.
Mistrzem Europy została Mistrzem Europy została Dania, pokonując w finale reprezentację Norwegii. Brązowy medal zdobyła Francja. Za najlepszą graczkę turnieju uznano Karin Mortensen.

## Faza finałowa
|  |                     |           |           |                     |    |       |       |       |
|  | Półfinały           | Półfinały | Półfinały |                     |    | Finał | Finał | Finał |
|  | Półfinały           | Półfinały | Półfinały |                     |    | Finał | Finał | Finał |
|  | 14 grudnia – Aarhus |           |           |                     |    |       |       |       |
|  |                     |           |           |                     |    |       |       |       |
|  | Dania               | Dania     | 22        |                     |    |       |       |       |
|  | Dania               | Dania     | 22        | 15 grudnia – Aarhus |    |       |       |       |
|  | Rosja               | Rosja     | 18        |                     |    |       |       |       |
|  | Rosja               | Rosja     | 18        |                     |    | Dania | Dania | 25    |
|  | 14 grudnia – Aarhus |           |           |                     |    | Dania | Dania | 25    |
|  |                     |           | Norwegia  | Norwegia            | 22 |       |       |       |
|  | Norwegia            | Norwegia  | Norwegia  | Norwegia            | 22 | 21    |       |       |
|  | Norwegia            | Norwegia  |           |                     |    |       |       |       |
|  | Francja             | Francja   | 16        |                     |    |       |       |       |
|  | Francja             | Francja   | 16        | Mecz o 3. miejsce   |    |       |       |       |
|  |                     |           |           |                     |    |       |       |       |
|  | 15 grudnia – Aarhus |           |           |                     |    |       |       |       |
|  |                     |           |           |                     |    |       |       |       |
|  | Francja             | Francja   | 27        |                     |    |       |       |       |
|  | Francja             | Francja   | 27        |                     |    |       |       |       |
|  | Rosja               | Rosja     | 22        |                     |    |       |       |       |
|  | Rosja               | Rosja     | 22        |                     |    |       |       |       |

## Nagrody indywidualne
| Najlepsza strzelczyni | Najlepsza bramkarka | Najlepsza lewoskrzydłowa | Najlepsza prawoskrzydłowa | Najlepsza lewa rozgrywająca | Najlepsza środkowa rozgrywająca | Najlepsza prawa rozgrywająca | Najlepsza obrotowa | MVP             |
| --------------------- | ------------------- | ------------------------ | ------------------------- | --------------------------- | ------------------------------- | ---------------------------- | ------------------ | --------------- |
| Ágnes Farkas          | Karin Mortensen     | Line Fruensgaard         | Stéphanie Cano            | Ausra Fridrikas             | Kristine Andersen               | Lina Olsson Rosenberg        | Ludmiła Bodniewa   | Karin Mortensen |

## Końcowa klasyfikacja
|     |            |
| Lp. | Drużyna    |
|     | Dania      |
|     | Norwegia   |
|     | Francja    |
| 4.  | Rosja      |
| 5.  | Węgry      |
| 6.  | Jugosławia |
| 7.  | Rumunia    |
| 8.  | Czechy     |
| 9.  | Austria    |
| 10. | Słowenia   |
| 11. | Niemcy     |
| 12. | Ukraina    |
| 13. | Hiszpania  |
| 14. | Holandia   |
| 15. | Szwecja    |
| 16. | Białoruś   |